# Diabrotica lemniscata
Diabrotica lemniscata är en skalbaggsart som beskrevs av J. L. Leconte 1868. Diabrotica lemniscata ingår i släktet Diabrotica och familjen bladbaggar. Inga underarter finns listade i Catalogue of Life.